# Acianthus bracteatus
Acianthus bracteatus là một loài thực vật có hoa trong họ Lan. Loài này được Rendle mô tả khoa học đầu tiên năm 1921.